# Pirgos, Elida
Pirgos (grčki: Πύργος) je sjedište prefekture Elida, na zapadnom dijelu poluotoka Peloponeza u Grčkoj. Grad je dobio ime po gradskom promatračkom tornju, kuli (grčki se toranj kaže pyrgos / Πύργος).  
Pirgos ima oko 34.902 stanovnika i dio je periferije Zapadna Grčka. 

## Zemljopisne odlike
Grad je smješten u zapadnom dijelu Peloponeza u ravnici koju tvori najveća rijeka na poluotoku Alfej, koja protječe 4 km jugoistočno od grada. Sjeverno od grada uzdiže se gora Sv. Juraj (Aghios Georgios). Odmah pored grada (3-4 km od sjedišta grada u pravcu juga) je Jonsko more, veliki zaljev Kiparisija. 
Pirgos je udaljen 96 km od Patrasa u pravcu sjeveroistoka, s kojim je povezan Grčkom nacionalnom cestom br. 9 (E 55),  320 km od Atene. Grad Tripoli udaljen je 144 km u pravcu istoka od grada, kao i antički arheološki lokalitet Olimpija na kojem su održavane olimpijade starog vijeka, koja se nalazi na 25 km od grada u pravcu istoka.

## Rast stanovništva posljednjih desetljeća
| Godina | Stanovništvo | Promjena      | Stanovništvo općine | Promjena      |
| ------ | ------------ | ------------- | ------------------- | ------------- |
| 1981   | 21,958       | -             | -                   | -             |
| 1991   | 28,465       | 6,507/29.63%  | 39,183              | -             |
| 2001   | 23,791       | -4674/-16.42% | 32,090              | -7,093/-18.1% |

## Vanjske poveznice
- O Pirgosu na stranicama Greek Travel Pages